# Calobata uzita
Calobata uzita är en tvåvingeart som först beskrevs av Walker 1849.  Calobata uzita ingår i släktet Calobata och familjen skridflugor. Inga underarter finns listade i Catalogue of Life.